# Awkward 不器用ジェナのはみだし青春日記
『Awkward 不器用ジェナのはみだし青春日記』 (オークワード ぶきようジェナのはみだしせいしゅんにっき、原題  Awkward ) はMTVで放送されているローレン・ランジェリッチ監督によるアメリカのティーンコメディ番組である。番組の主人公はカリフォルニア州パロス・ベルデスに住む、自殺を図ろうと周囲に誤解させた事故後の自分自身について悩むティーン、ジェナ・ハミルトン (アシュレイ・リッカーズ) である。
番組の米国初回放送日は2011年7月19日で、MTVは2011年8月24日に第2シーズン制作を決定した。 第2シーズンの初回放送日は2012年6月28日夜10時30分からであった。 『Awkward』は2012年7月25日に公式に第3シーズン制作が20話分で決定し、2013年4月16日夜10時から放送開始された。 2013年6月26日に、番組のクリエーラーであるローレン・ランジェリッチが2013年6月27日付でシーズン3の制作から退くと発表された。シーズン3残りの放送は2013年10月22日から再開した。
MTVは第4シーズンの制作を2013年8月5日に決定し、前任のクリエーラーとショーランナーであるローレン・ランジェリッチの代わりにクリス・アルバーギニとマイク・チェーサーを採用すると発表した。
『Awkward』の第1シーズンは番組の現実性、脚本と主演陣がテレビ批評家から好評であり、様々な批評家によるトップ10リスト入りしている。また番組は、いくつかの賞からノミネートされており、ティーン・チョイス・アワードで1部門とピープルズ・チョイス・アワードで1部門受賞している。

## 内容
学校ではみ出し者のジェナ・ハミルトンはある自分が直すべきことを書かれた手紙を受け取った後、事故に遭う。その事故が自殺を試みようとしたと周囲に勘違いされる。自身を変えて事故を受け入れるために始めたブログで、彼女は次第に人気者になっていく。

## 構成

### シーズン1
サマーキャンプで学校の人気者マッティ・マッキベンに処女を捧げた後、ジェナは高校で秘密の関係として彼とセックスをし続ける。その後、ジェナはマッティの親友であるジェイク・ロサッティと交際を始める。ジェナはジェイクといるためマッティとの関係を終わらせ、最終的にお互いジェイクに2人の関係について話さないように決める。ジェナは誰が例の手紙を書いたのか突き止める。

### シーズン2
ジェナとマッティが未だにお互いに未練を抱えていることに気づかないジェイクはジェナにゾッコンである。第2シーズン終盤で、意地悪でジェナの強敵であるセディがジェイクに2人の関係を暴露し、ジェイクはジェナと別れる。マッティはジェナの家へ彼女を慰めに行き、自然とキスをする。ジェナと別れたことを悔やんだジェイクはジェナの家へ行くと2人がキスしている最中であった。そのことで学校でマッティとジェイクは殴り合いをし、結果的に仲直りする。マッティとジェイクはジェナにどちらかを選ばせることを決め、ジェナはジェイクではなく、人目についても気にしなくなったマッティを選び関係をやり直す。ジェイクはジェナの大親友であるタマラと付き合い始める。リッキー・シュワーツは男とキスをする。

## キャストとキャラクター

### 主演
- アシュリー・リッカーズ (ジェナ・ハミルトン役)

17歳の人生に対して不遜で楽観的な考えを持ち、ただ馴染みたいと願う、人気のない女子高生。「彼女が消えても誰も気づかない」という内容の、ある人物からのこうなるべきアドバイスが書かれた手紙を受け取った後、事故で腕を骨折する。この事故によるギブスが周囲に、彼女は自殺を試みたが失敗したと誤解させてしまう。彼女は処女をマッティに捧げたが、彼はジェナとの関係を公にしたくなく複雑な関係になる。ジェナの親友はタマラとミンで、天敵はセディ・サクストン。第1シーズンの後半で、彼女はジェイク・ロサッティと交際を始める。第2シーズンではジェナはジェイクに処女ではないと告げ、ジェイクは嫉妬する。ジェイクと別れた後、彼女はマッティに未練があると認める。シーズン2最終回で公式にジェナとマッティは復縁するが、彼女は正しい選択をしたのかわかっていない。シーズン3の初めで、ジェナは学校で出会ったコリンに、マッティと交際しているにもかかわらず感情を抱き始める。シーズン前半部最終回で、彼女はコリンと出かけるがマッティが2人を目撃したかは疑問である。その後すぐに、彼女は浮気しマッティと別れ、コリンと交際を始める。コリンと交際しているため彼女の性格 (とファッションセンス) が完全に変わった。彼女はより淫らな悪女になる。
- ボー・マーショフ (マッティ・マッキベン役)

ジェナが気になる男子の一人。人気で運動神経抜群でイケメンであるにもかかわらず、マッティは周囲の目がとても気になる。サマーキャンプで彼はジェナと用具室の中でセックスをした。第1シーズンで彼は誰にも彼女をヤッていることを知られたく、ジェナと裏で関係を持つ。 マッティはジェイク・ロサッティと親友で、サディが気になる存在である。第1シーズンが展開するにつれ、マッティとジェナはより親密になっていくが、シーズン1最終回でジェナは彼を振った。シーズン2の初回で、彼はジェナにもう一度チャンスを求めるが、彼女はジェイク・ロサッティと付き合い続けるために断る。その後、マッティは彼女を愛していると自覚するが、ジェナはジェイクに夢中であった。しかしシーズン2後半の第8話で、ジェイクはマッティとジェナの秘密の関係を知り、ジェナが不純な気持ちで嘘をジェイクについていたため別れる。その後、マッティがジェナの家に励ましに行くが、互いにキスをしてしまい、それをジェイクがジェナの部屋の窓から目撃する。シーズン2最終回でマッティとジェナは公式に復縁する。シーズン3で、ジェナがコリンへの気持ちが生まれていき、マッティとジェナの間に距離ができる。シーズン前半部最終回でマッティはジェナが事故に遭ったのが初めてセックスを彼女とした次の日であったため、そのことで自殺を図ろうとしていたと思い、事故後のジェナについて恥じていたと認める。彼がこのことについて認めた後、ジェナはマッティが歩いて来る中、車内でコリンとイチャイチャする。マッティが2人でキスをしている光景を目撃したかは不明である。
- ニッキー・デローチ (レイシー・ハミルトン役)

ジェナの母親で子育てには無知。 整形手術の熱狂的信者で、彼女が十代でジェナを妊った時、大学に行く夢を諦め、大学への資金を豊胸手術に使った。シーズン1最終回で、ジェナはシーズン初めに受け取った手紙を書いたのが彼女であると知る。第2シーズン初回で、ジェナは母親に手紙を書いたことは知っていると伝え、第2話でジェナの父親のケビンにこのことを告白し、一時別居状態へとなる。その後第8話で、誰か他の男性が恋しいジェナの母親は、友人であるベンと出会う。しかしシーズン2最終回で、レイシーとケビンはヨリを戻す。
- ジリアン・ローズ・リード (タマラ・T・カプラン役[6] )

ジェナの親友の一人。彼女はとてもおしゃべりで社交的であるが、あからさまに周囲に認められ人気になりたいと願っている。彼女はリッキー・シュワーツとヨリを戻したり、別れたりの関係をしており、そのことで過去に理性的に行動できなくなっている。ジェナがリッキーとパーティーで事故的にキスをした時、タマラは例の手紙を書いたと宣言して縁を切った。彼女はすぐにジェナはあの夜のことに責任はないと気づき、仲直りする。 シーズン1最終回で、タマラはリッキーが冬の舞踏会に彼女の前に3人の女子に申し込んでいたことを知り、リッキーとの関係を終わらせる。 舞踏会でリッキーがタマラのために広告の台詞を引用し、ヨリを戻す。第2シーズンまで、タマラとリッキーは交際していたが、生徒集会中に他の女子にキスしていた光景を目撃したため再び別れる。残りのシーズン、彼女は彼を忘れようとするが彼はセディと付き合い始める。第2シーズン最終回で、彼女は今までどれだけ不幸だったか嘆いていたため、ジェイクとキスをし関係を築き始める。タマラはリサがチアで事故に遭ってしまったため、代役になる。
- ブレット・ダバーン (ジェイク・ロサッティ役)

ジェナが気になるもう一人の男子。彼は生徒会長で人気があり賢く社交的である。シーズン1の前から、ジェイクはマッティと親友でリサと付き合っていた。しかし最終的にジェナに気持ちが傾き、リサとセディの彼に対する態度が原因で別れる。客観的であるマッティと違い、ジェイクは自分のことしか考えない。従うよりリードする性格で、とても優しい心を持つ。ジェイクとジェナが仲良くなるにつれ、彼は彼女にゾッコンになる。初めはジェナは同じ気持ちではなかったが、最終的に彼はやさしく誠実で自分のことを想ってくれると気づく。マッティと違い、人前でジェナと居ても気にせず、周りの目も気にならない。シーズン2の最初、ジェイクは公式にジェナと交際しているが、マッティとは知らずにジェナが以前恋していた人に嫉妬する。その後すぐに、ジェイクは2人の関係を知りジェナを捨てるが、後悔だけしか残らなかった。別れたことを取り消そうとするが遅すぎで、彼はジェナとマッティがキスをしている光景を偶然目撃してしまう。シーズン2の最終回で、ジェイクはタマラと交際を始める。
- モリー・タールロブ (セディ・サクストン役)

ジェナの天敵。セディは親が彼女の影響力を買っているため、学校で一番人気がある女子であるが、人気者たちの中で一番太っている問題を抱えている。セディには人気と権力があるにもかかわらず、ジェナはセディの体重のことを小馬鹿にする。セディが意地悪に振る舞ってしまうわけは、彼女は天は完璧な体型以外すべてを与えたのに、デブ細胞を与え、借りを作っていると感じているからである。彼女の悪名高きうたい文句は相手を侮辱した後にいう "You're welcome" (お礼はいいわ)と独特のアクセントでいうことである。彼女は密かにマッティに恋しており、それがジェナを憎む主な理由であったが、シーズン2初回でニュー・イヤーズ・パーティーでマッティを引っ掛けるが、彼は特別ではないと気づく。皮肉にも、ジェナはセディを気の毒に思い、助けようとするがセディに自分自身がやりそうな意地悪な女がやる嫌がらせだと誤解される。マッティとヤることに失敗した彼女は、リッキー・シュワーツとキスをし、秘密の関係を持つようになる。彼女とリッキーの関係はシーズン2最終回でリッキーがクラークとキスしていた光景を目撃し終わる。酔った勢いで、彼女はジェナのもとへ謝りに行くが、タマラの膝の上で気を失う。
- デシ・リディック (ヴァレリー・バークス役)

高校のカウンセラー。明らかに彼女には相談に来る十代の若者たちのようになろうと努力しすぎる問題がある。彼女は孤独で人助けが彼女の天性である。ヴァレリーがジェナに週一で相談に来るようにし、二人の関係が教師と生徒との関係でなくなるかのようにジェナのことを親友と思うほど、生徒に対して一線を超え不適切な行動をとる。ジェナの16歳の誕生日には、プレゼントとして『すてきな片想い』をあげ、映画の有名な台詞を引用した。彼女は同僚とロマンチックな関係を持っている。すぐに「ヴァル」はジェナの母親「レース」と仲良くなり、よく一緒にいる光景が見られる。
- グリーヤー・グラマー (リサ役、シーズン3から主演)

ジェイクの元カノでセディの親友。たいてい彼女はバカでキリスト教徒の強い信念を抱いているとされる。番組初期、リサは処女の誓いのためジェイクとの関係にとても自信がなく、よくセディからアドバイスを受けていた。ヤッていることにカウントされないため彼女はアナルセックスができ (アナルのことを彼女は "be-hymen"「もう一つの処女膜」と言う) 、ジェナを辱めるため彼女の全裸写真を撮った。ジェイクと別れた時、彼女はセディがジェイクとの関係をもてあそばれたために終わったと気づき、友情を終わらせる。第2シーズン初回で、リサはジェナに許しを請い、友情を築こうとする。また神がセディを人生の試練として与えてくれたと信じているためセディと仲直りする。ジェイクには未だに未練がある。
- ジェシカ・ルー (ミン・フアン役、シーズン3から主演)

ジェナのもう一人の親友。彼女は厳しい中国人の親を持つ、典型的ではないインディースタイルのティーンエイジャーである。ミンはジェナがタマラにマッティとの秘密の関係を打ち明けたことに疎外感を感じ、彼女に怒っていたが、未だにジェナを助けている。彼女は学校のアジア系マフィアに隠れてフレッド・ウーと裏で交際する。フレッド・ウーが消された時にベッカ (ジェシカ・ヴァン)と殴り合いをし、ミンが勝利し新しいマフィアの王座を手に入れる。

### 助演
- マイク・ファイオラ (ケビン・ハミルトン役)

ジェナの父親。彼の妻に対して責任感が出ておりジェナが辛い時期に気がけ応援する存在である。レイシーが例の手紙を書いたと告げ別居する。シーズン2の終わり頃までに、ケビンとレイシーは復縁する。ジェナがピルを手に入れた後すぐに、彼が発見し、とっさにマッティの両親を呼び、マッティとジェナはセックスしていると告げる。このことでディナーの際に2家族でモメ、マッティは一週間ハミルトン家で過ごすことになる。
- ジェシカ・ヴァン (ベッカ役)

パロス・ヒルズ高校のアジア系生徒もしくは『アジア系マフィア』のボス。よくミンと衝突し、ライバル視している。知識が彼女の力であり、権力を維持できている。彼女はまた自分の個人的欲のため他人を操る。ベッカはミンを助けない。彼女はパロス・ヒルズに住む全てのアジア人について全てを知っており、これをミンの祖父の生まれから語ってみせた。『Reality Check』でミンはベッカの顔を殴る。しかし、停学になる代わりにベッカは彼女自身が偶然ドアへ追突したという宣誓供述書 (全てアジア系生徒から) を受けパロス・ヒルズ高校のアジア系生徒内での権威を示したが、学校を去り、ミン・フアンが後釜に座った。
- ノーラン・ジェラード・ファンク (コリン・ジェンニングス役)

ジェナの創作英文クラスの同級生。お互いに苦悩を語り合う。彼はサディが嫌っているアンジェリークという名の女子と付き合っている。彼は地元のコーヒーショップでジェナの課題を手伝い仲良くなる。ジェナがコリンに対して空想を持ち始めた後、どうやって処女を捧げるかの空想を書くように要求される。結果ジェナはコリンとの初体験の空想を書いてしまう。その後すぐに、彼はアンジェリークと別れる。2人は不思議な気分を体感する。シーズン3前半部最終回で、ジェナは誘ってくれたコリンとパーティーに行くことを決める。彼女はマッティとの別のパーティーに行くより、彼と過ごすことにする。コリンがジェナをマッティに会うため別のパーティーに送ってくれる途中、車内でキスしてしまう。ジェナはマッティを捨ててコリンと付き合うが、彼が元カノと寝たと知り、別れる。
- マシュー・ファーヘイ (リッキー・シュワーツ役)

- ジョーイ・ハーオ (クラーク・スティーブンソン役)

- ウェサム・キーシュ (カイル役)

- バレット・スウォーテク (アント・アリー役)

- ケリー・スライ (フレッド・ウー役)

- シェーン・ハーパー (オースティン・ハーパー役)

- マッケリー・ミラー (ベイレイ・パーカー役)

- アンソニー・マイケル・ホール (ハート先生役)

## エピソード
| シーズン | シーズン | 話数 | 話数           | 放送期間       | 放送期間      |
| シーズン | シーズン | 話数 | 話数           | 初回放送       | 最終回放送    |
| -------- | -------- | ---- | -------------- | -------------- | ------------- |
|          | 1        | 12   | 12             | 2011年7月19日  | 2011年9月27日 |
|          | 2        | 12   | 12             | 2012年6月28日  | 2012年9月20日 |
|          | 3        | 20   | 10             | 2013年4月16日  | 2013年6月11日 |
| 10       | 3        | 20   | 2013年10月22日 | 2013年12月17日 |               |
|          | 4        | 21   | 11             | 2014年4月15日  | 2014年6月17日 |
| 10       | 4        | 21   | 2014年9月23日  | 2014年11月25日 |               |
|          | 5        | 24   | 12             | 2015年8月31日  | 2015年11月9日 |
| 12       | 5        | 24   | 2016年3月15日  | 2016年5月24日  |               |

## コンセプション
番組のクリエーターのローレン・ランジェリッチは「私はティーンエイジャーでいることについて、真実で誠実な方法ですごく非礼で皮肉たっぷりなことをしたかったの。」と語った。 彼女は番組の10代の話言葉に凝るため実際の高校生たちと過ごした。 また彼女は彼らから実生活について聞き、番組にこの現実を出すと約束した。
彼女の脚本の引用の影響で、ランジェリッチは彼女は『Friday Night Lights』が好きだといい、「ジェイソン・カッティムスが全5シーズンでやったことは本当に美しかった。本当にストーリーと登場人物が頭に入ったわ。私も少し同じようにやっていて、先輩かのように大胆になって草稿から自然な方法でヨリを戻したり、新たな出会いをさせているわ。もっと彼の方法を学びたいわ。展開するごとに、彼が番組でやったように大胆に草稿を書くわ。」と語った。

## 評価

### 批評家のトップ10入りしたリスト
第1シーズンから『Awkward』は様々な批評家のトップ10リスト入りしている。
- 『The Daily Beast』 (順位無し)[10]
- 『The Huffington Post』 (順位無しでアルファベット順)[11]
- 『IMDb』 (順位無し)[12]
- 『The New York Daily News』 (順位無し)[13]
- 『The New York Times』 (順位無しでアルファベット順)[14]

### 賞賛
| 年度 | アワード                               | 部門                                        | 候補者とノミネート         | 結果       |
| ---- | -------------------------------------- | ------------------------------------------- | -------------------------- | ---------- |
| 2012 | ヤング・アーティスト・アワード         | 最優秀主演女優賞 テレビ番組                 | ジュリアン・ローズ・リード | ノミネート |
| 2012 | ヤング・アーティスト・アワード         | 最優秀17歳から21歳の助演俳優賞 テレビ番組   | マシュー・ハーヘイ         | ノミネート |
| 2012 | 批評家チョイス・テレビジョン・アワード | 最優秀コメディ女優賞                        | アシュレイ・リッカーズ     | ノミネート |
| 2012 | ティーン・チョイス・アワード           | 夏のテレビスター: 女優賞                    | アシュレイ・リッカーズ     | ノミネート |
| 2012 | ティーン・チョイス・アワード           | テレビ新人スター: 俳優賞                    | ボー・マーショフ           | 受賞       |
| 2013 | ピープルズ・チョイス・アワード         | 好きなケーブル局のコメディ番組              | 『Awkward』                | 受賞       |
| 2013 | ヤング・アーティスト・アワード         | 最優秀11歳から13歳のゲスト俳優賞 テレビ番組 | ロビー・タッカー           | ノミネート |

## DVDリリース
| 商品名                 | 発売日         | 発売日        | 発売日         | 話数 | 備考 |
| 商品名                 | リージョン1    | リージョン2   | リージョン4    | 話数 | 備考 |
| ---------------------- | -------------- | ------------- | -------------- | ---- | --- |
| Season One             | 2011年11月15日 | 2012年10月4日 | 2012年10月17日 | 12   | 2枚ディスクには全12話が収録され、特典としてウェブエピソード、セットの舞台裏、『Wardrobe』予告編と出演陣のインタビューが収録されている。 |
| Season Two             | 2012年10月16日 | TBA           | TBA            | 12   | |
| Season Three, Part One | 2013年8月3日   | TBA           | TBA            | 10   | |
| Seasons One and Two    | 2013年10月1日  | TBA           | TBA            | 24   | |
| Season Three, Part Two | TBA            | TBA           | TBA            | 10   | |

## 外部サイト
- 公式ウェブサイト
- Awkward. - IMDb（英語）